# Cupania vernalis
La Cupania vernalis (nombre común: jaguarata'y, cambuatá, camboatá, arco de pipa) es una especie de la familia Sapindaceae.

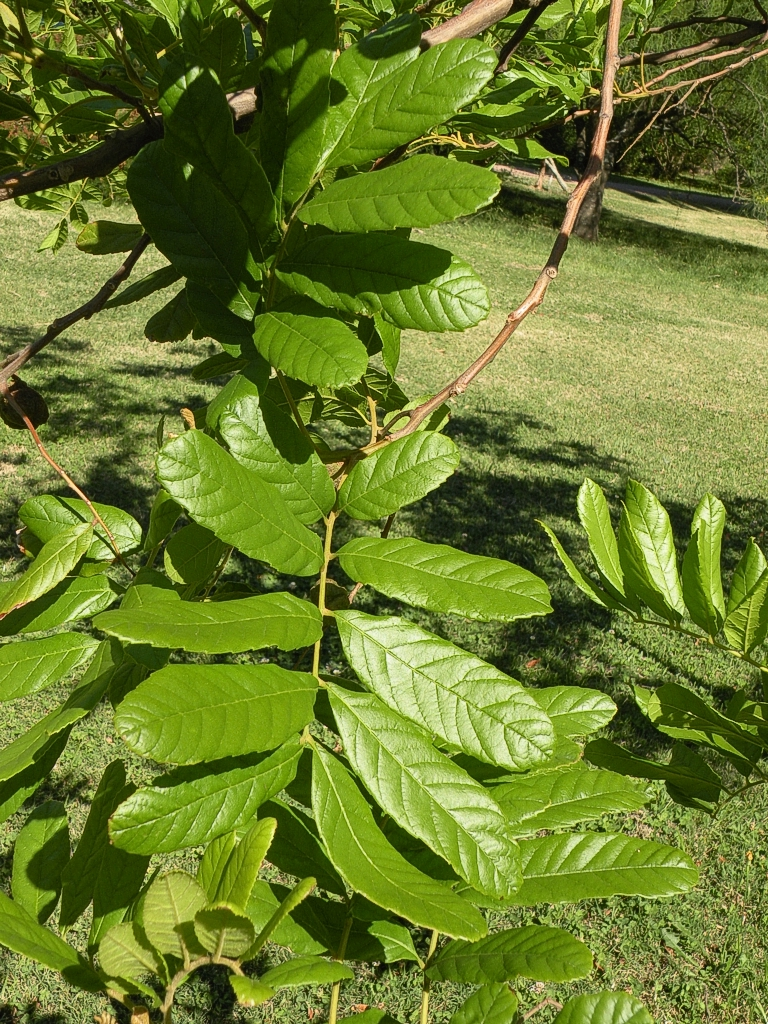
Hojas

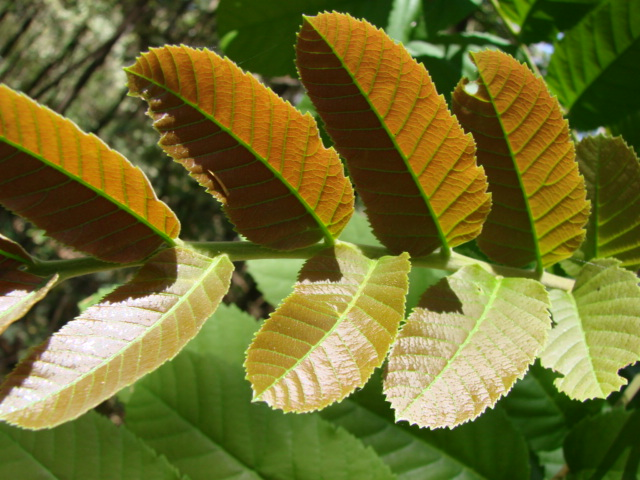
Detalle de las hojas.

## Descripción
Es un árbol de cerca de 7-9 m de altura, y tronco de hasta 8 dm de diámetro, corteza externa fina, generalmente rugosa y marcada por cicatrices en su fase joven, de coloración parda, y cáscara interna castaña-rojiza; glabro (inerme), de copa alargada. El follaje es persistente, verde oscuro. Las hojas son compuestas, pinnadas, alternas, presenta 16-20 folíolos lanceolados, bordidentados, glabros en el haz, y nervaduras pubescentes en el envés. Tiene flores pequeñas, en panículos de 1 a 2 dm de largo, blancuzcas. Florece en verano y sigue en otoño. El fruto es una cápsula con 1-3 semillas, ovoides, negras brillantes, y arilo amarillo anaranjado. 

## Hábitat
Prospera en norte de Uruguay, Paraguay, Argentina, Brasil.

## Usos
La madera es apta para carpintería. Se la utiliza también para producir carbón. La corteza tiene taninos. Es melífera. 
En medicina natural como digestiva, tônica, antitérmica, antiinflamatoria. También para acidez, problemas de hígado, y dolores reumáticos. Con la cáscara y preparado como cocimiento, se emplea para bronquitis, asmas, tos, en especial "tos convulsiva".

## Taxonomía
Cupania vernalis fue descrita por Jacques Cambessèdes y publicado en Flora Brasiliae Meridionalis (quarto ed.) 1: 387, en el año 1825.
Sinonimia
- Cupania clethrodes Mart.
- Cupania uraguensis Hook. & Arn.[2]